# Hugues Meunier
Pour les articles homonymes, voir Meunier.
Hugues Meunier, né le 18 décembre 1721 à Paris, mort le 24 juillet 1792 à Les Vans (Ardèche), est un général de brigade de la Révolution française,.

## États de service
Il entre en service en 1737, comme soldat au régiment de Nice, il devient grenadier en 1743, sergent en 1744, sous-lieutenant en 1747, et lieutenant en 1750. Il est enterré sous une mine à l’attaque du fort Saint-Philippe lors de la bataille de Minorque le 20 mai 1756, et il est fait chevalier de Saint-Louis la même année. 
En 1759, il est nommé aide major. Il reçoit son brevet de capitaine en 1761, et celui de capitaine aide major en 1765. En 1771, il passe major au régiment de La Fère. Il y prend rang de lieutenant-colonel en 1773 puis est confirmé dans ce grade le 5 juin 1781. Le 25 juillet 1791, il est nommé colonel commandant le 70e régiment d’infanterie.
Alors qu'à la tête de son régiment, il rejoint le fort de Tournoux depuis Perpignan, il devient adjudant-général le 14 juillet 1792, à l'état-major stationné à Tournoux. 
Il est promu maréchal de camp, le 22 juillet suivant, à l’armée du Midi.  
Il meurt en cours de route le 24 juillet 1792 aux Vans, alors qu'il vient de faire intervenir son régiment dans la répression du soulèvement royaliste fomenté par le comte de Saillans.

## Familles
- Il est le père du général Hugues Alexandre Joseph Meunier (1758-1831).

## Sources
- (en) « Generals Who Served in the French Army during the Period 1789 - 1814: Eberle to Exelmans »
- Hugues Meunier  sur roglo.eu
- Côte S.H.A.T.: 4 YD 3901
- Alex Mazas, Histoire de l'ordre royal et Militaire de Saint-Louis depuis son institution, jusqu'en 1830, Tome 2, Firmin Didot frère, Paris, 1860, p. 512.
- Galeries historiques du Palais de Versailles, tome VI, 1840, 468 p. (lire en ligne), p. 62